# Fimbristylis cymosa
Fimbristylis cymosa är en halvgräsart som beskrevs av Robert Brown. Fimbristylis cymosa ingår i släktet Fimbristylis och familjen halvgräs.

## Underarter
Arten delas in i följande underarter:
- F. c. cymosa
- F. c. umbellatocapitata
- F. c. spathacea

## Bildgalleri

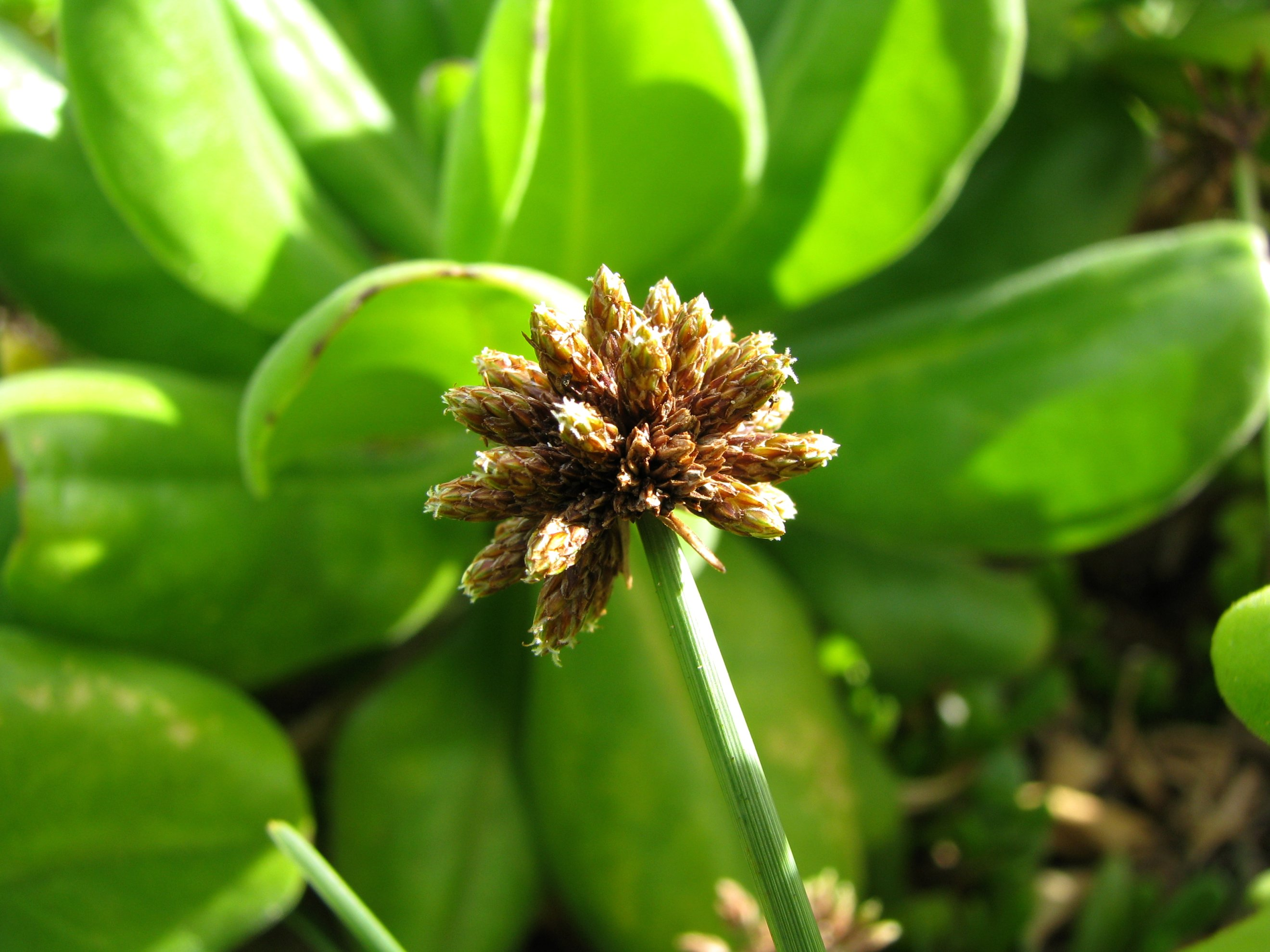
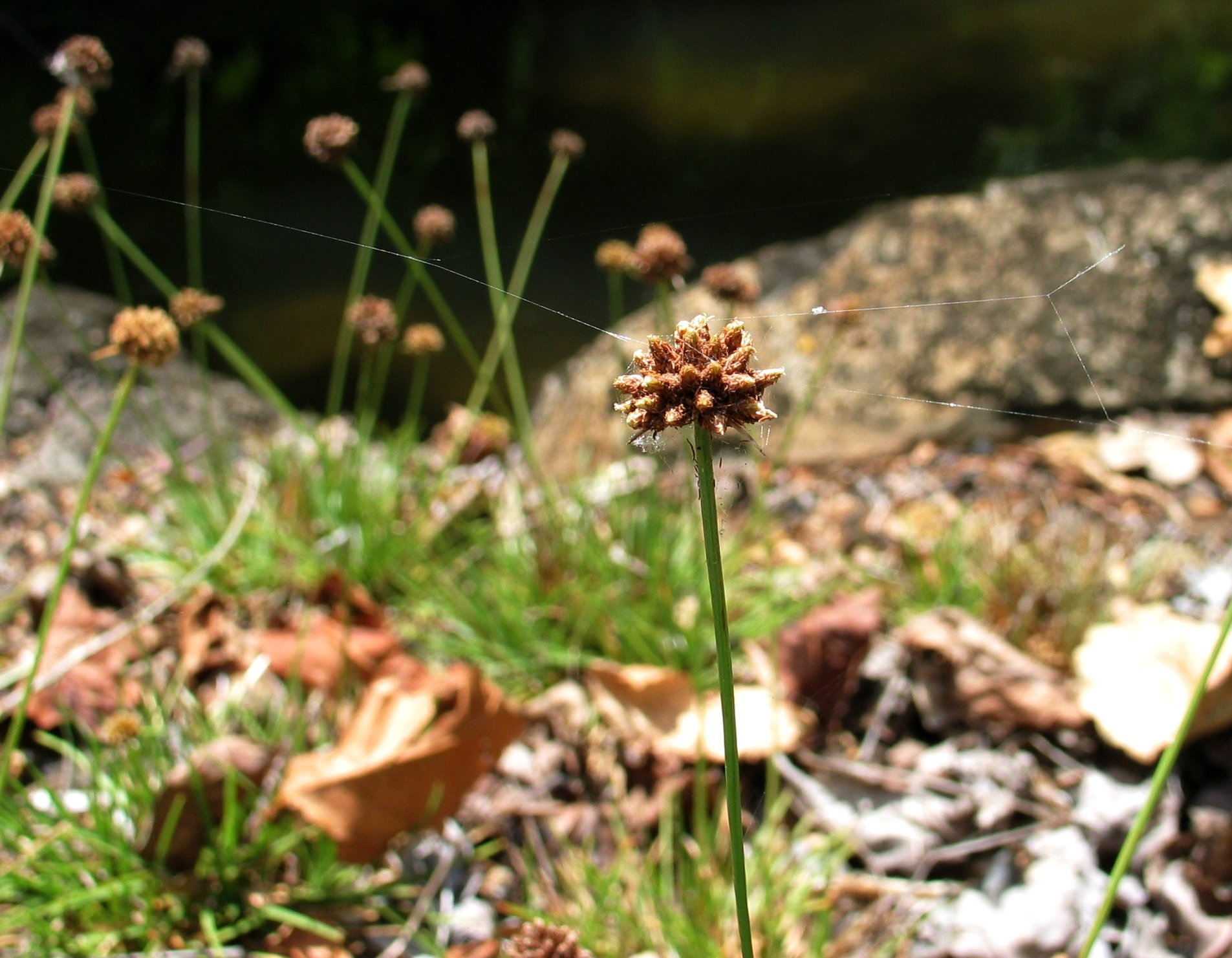
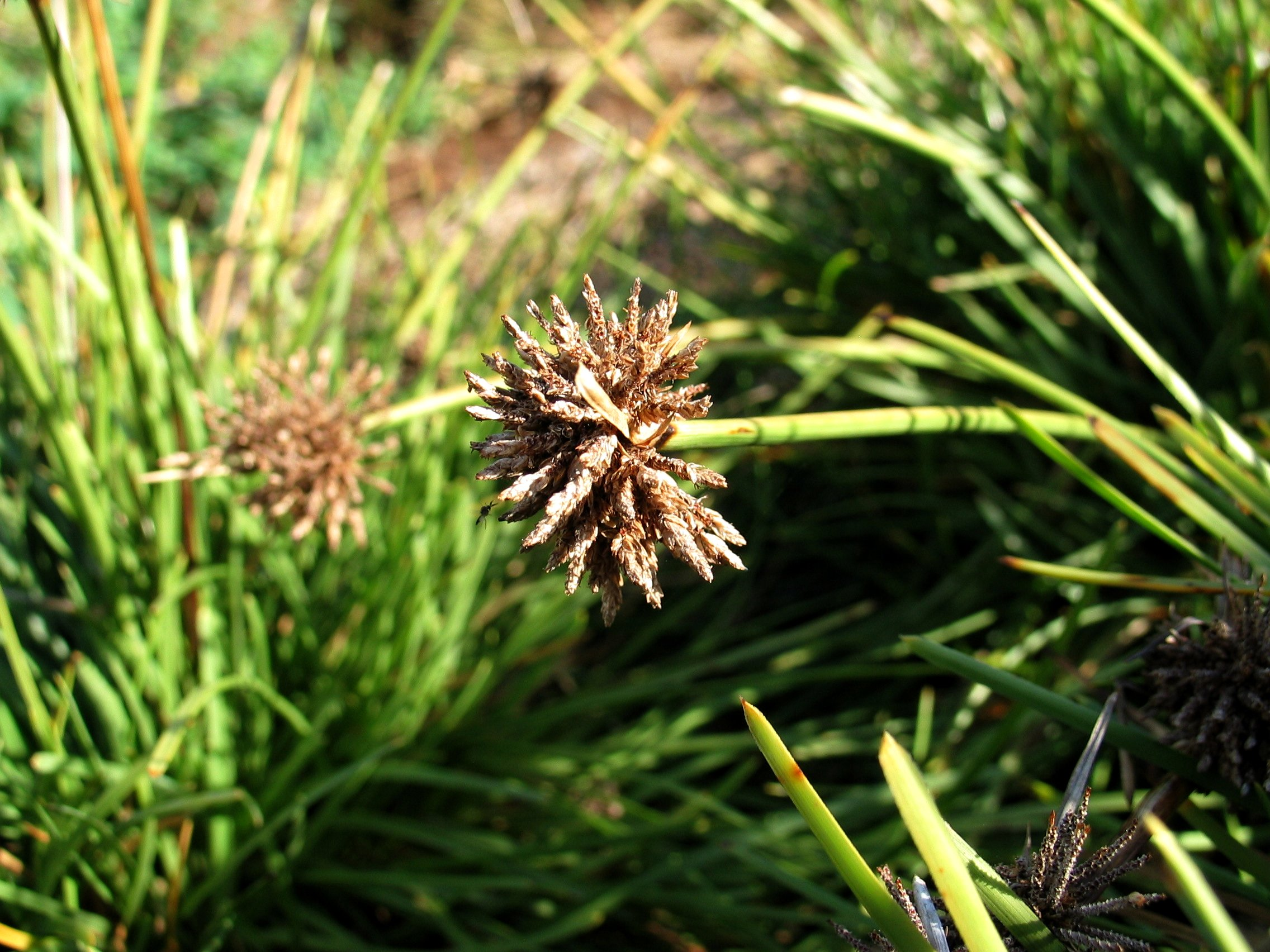
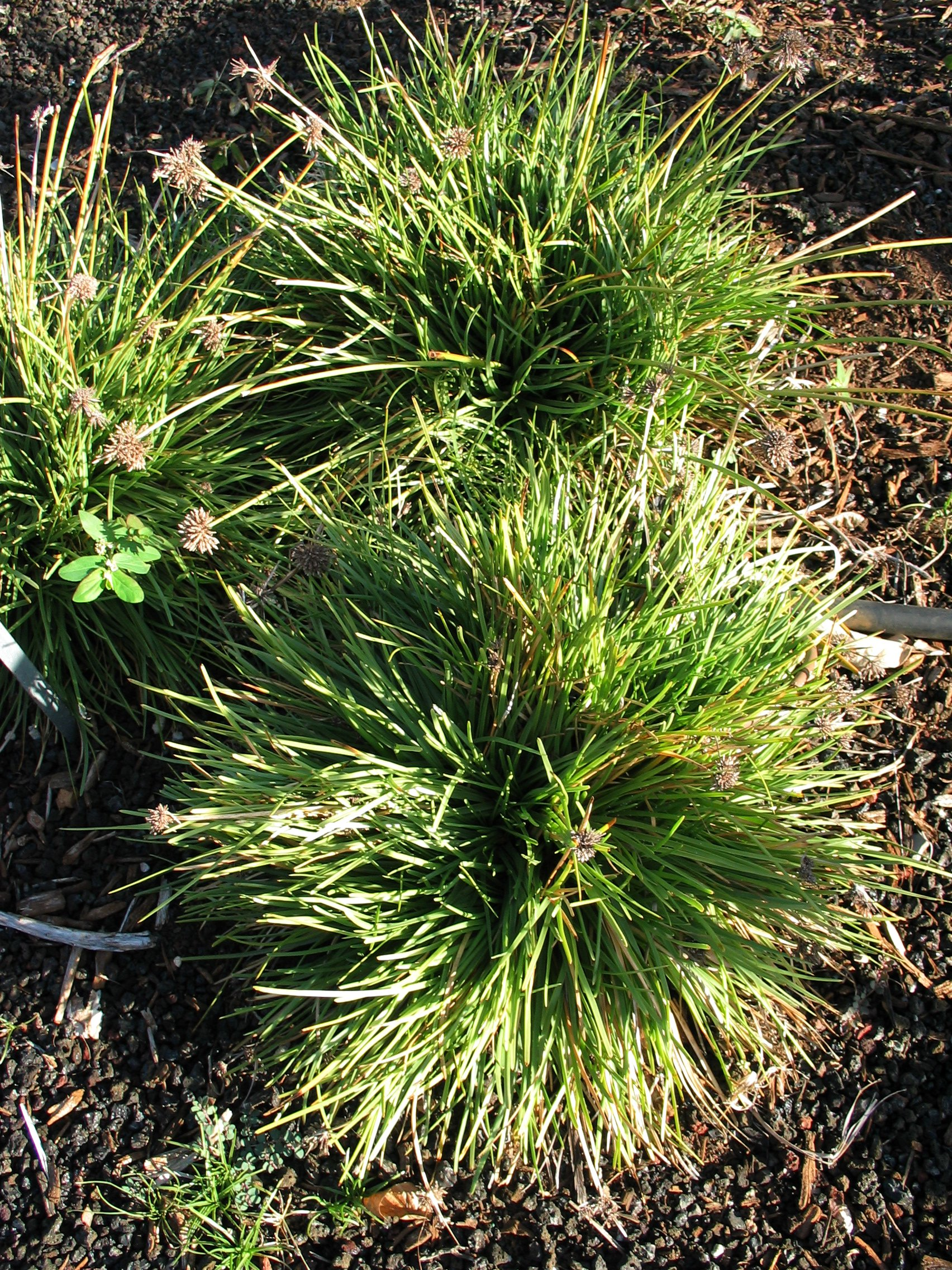